# Liste der Biografien/Chec
Liste der Biografien |
Portal Biografien |
Personensuche
# |
A |
B |
C |
D |
E |
F |
G |
H |
I |
J |
K |
L |
M |
N |
O |
P |
Q |
R |
S |
T |
U |
V |
W |
X |
Y |
Z |
?
 
Ca |
Cb |
Cc |
Ce |
Ch |
Ci |
Cj |
Ck |
Cl |
Cm |
Cn |
Co |
Cr |
Cs |
Ct |
Cu |
Cv |
Cw |
Cy |
Cz
 
Cha |
Chb |
Che |
Chh |
Chi |
Chk |
Chl |
Chm |
Chn |
Cho |
Chr |
Cht |
Chu |
Chv |
Chw |
Chy
 
Chea |
Cheb |
Chec |
Ched |
Chee |
Chef |
Cheg |
Cheh |
Chei |
Chej |
Chek |
Chel |
Chem |
Chen |
Cheo |
Chep |
Cher |
Ches |
Chet |
Cheu |
Chev |
Chew |
Chey |
Chez
Die Liste der Biografien führt alle Personen auf, die in der deutschsprachigen Wikipedia einen Artikel haben. Dieses ist eine Teilliste mit 17 Einträgen von Personen, deren Namen mit den Buchstaben „Chec“ beginnt.

## Chec

### Checa
- Checa, Carlos (* 1972), spanischer Motorradrennfahrer

### Checc
- Checcacci, Mario (1910–1987), italienischer Ruderer
- Checchi, Andrea (1916–1974), italienischer Schauspieler
- Checchi, Valerio (* 1980), italienischer Skilangläufer
- Checchinato, Giovanni (* 1957), italienischer Geistlicher, römisch-katholischer Erzbischof von Cosenza-Bisignano
- Checchio, James F. (* 1966), US-amerikanischer Geistlicher und römisch-katholischer Bischof von Metuchen
- Checcoli, Mauro (* 1943), italienischer Vielseitigkeitsreiter
- Checcucci, Maurizio (* 1974), italienischer Sprinter

### Chech
- Chechen Khan Soloj († 1655), Khan der Khalka-Mongolen
- Chechi, Jury (* 1969), italienischer Turner
- Chechik, Adriana (* 1991), US-amerikanische PornodarstellerinAdriana Chechik (* 1991)

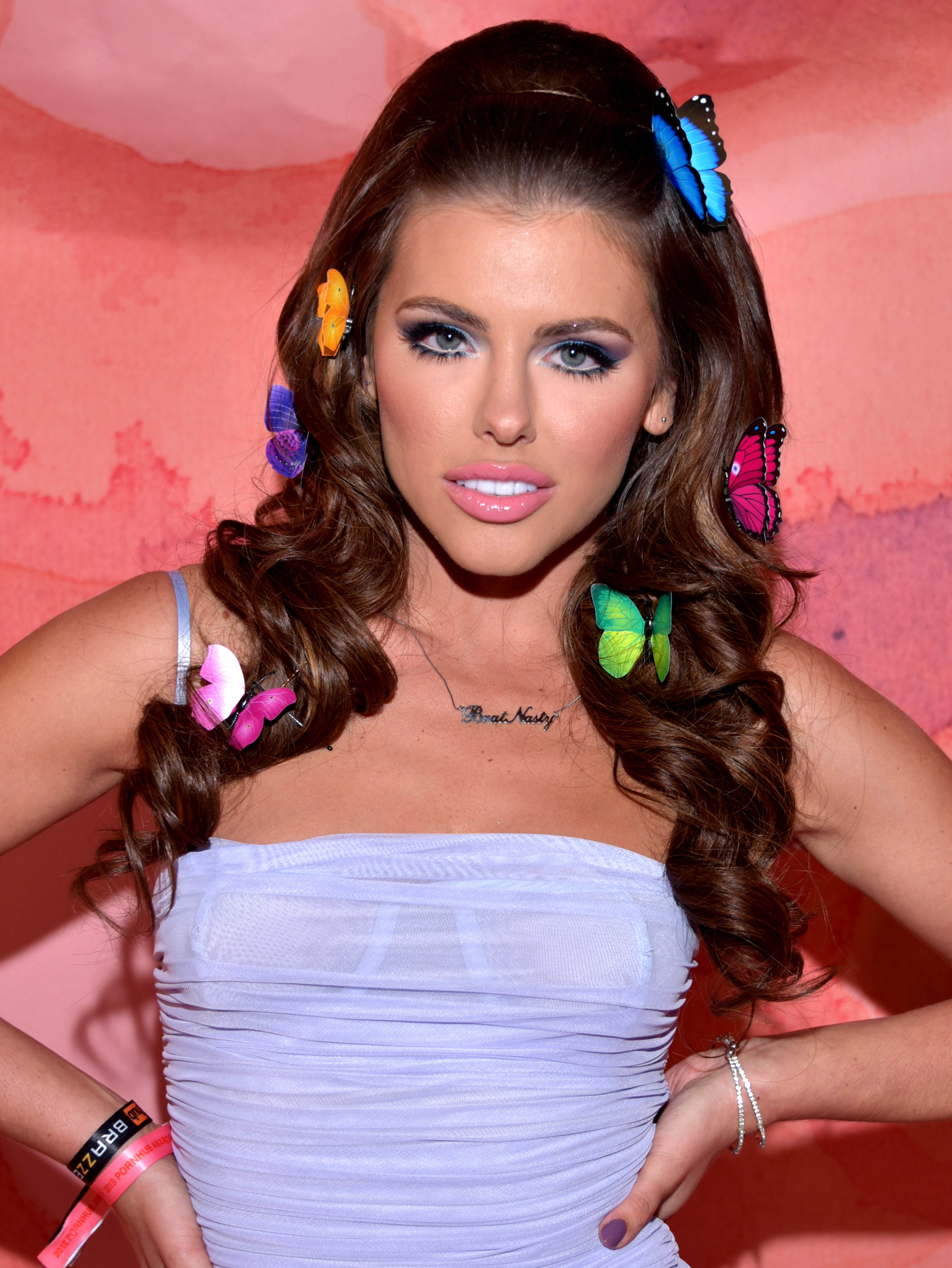
Adriana Chechik (* 1991)

- Chechik, Jeremiah S. (* 1955), kanadischer Filmregisseur

### Checi
- Chęciński, Arkadiusz (* 1971), polnischer Politiker, Stadtpräsident von Sosnowiec
- Chęciński, Jan (1826–1874), polnischer Schriftsteller, Schauspieler, Regisseur des Teatr Wielki in Warschau und Professor an der Dramatischen Schule in Warschau

### Check
- Checker, Chubby (* 1941), US-amerikanischer Rock’n’Roll-Sänger
- Checkland, Peter (* 1930), britischer Managementforscher
- Checkoway, Laura, US-amerikanische Journalistin, Filmproduzentin und Filmregisseurin